# 蛟川街道
蛟川街道，是中国浙江省宁波市镇海区的一个街道。东面与招宝山街道相连并隔灰鳖洋与舟山市金塘岛相望，南面隔甬江与北仑区小港街道相望，西面与骆驼街道和庄市街道相连，北面与澥浦镇相接。总面积36.82平方公里，人口4.04万，街道办事处位于镇宁东路818号。

## 沿革
蛟川街道原属城关镇，古称浃口，别名蛟川，2001年析城关镇设立招宝山街道和蛟川街道。

## 下辖
目前，蛟川街道辖有炼化社区、石化三建社区、镇电社区、俞范社区、临江社区、后施社区共6个社区，其中前3个社区为企业社区。共辖有石塘下、中官路、中一、水琚王、沿江、五里牌、渡驾桥、虹桥、棉丰、清水浦、迎周、陈家、南洪共13个行政村。

## 交通
甬江隧道连接蛟川街道和北仑区小港街道。宁波绕城高速公路经过蛟川街道，设蛟川和临江两个出口。蛟川枢纽连接金塘大桥，通往舟山。

## 工业
宁波化工区位于蛟川街道和澥浦镇。位于蛟川街道境内的镇海炼化是中国最大的石化企业。此外，镇海电厂和镇海经济开发区也位于蛟川街道。